# Der Bote (1987)
Der Bote (Курьер Kurjer) ist ein sowjetischer Spielfilm unter der Regie von Karen Schachnasarow aus dem Jahr 1987, den er nach einer eigenen Erzählung gedreht hat.

## Handlung
In Moskau wird vor einem Bezirksgericht die Ehe von Iwan Miroschnikows Eltern auf Antrag seiner Mutter geschieden, da ihr Mann eine neue, deutlich jüngere Freundin hat, die Iwan nach der Gerichtsverhandlung auch kennenlernt. Die Verbindung zu seinem Vater erhält er aufrecht, bis dieser dienstlich für längere Zeit nach Afrika versetzt wird, um dort eine neue Aufgabe als Ingenieur zu übernehmen. Iwan schließt mit etwa 18 Jahren die Schule ab und bereitet sich auf den Weg ins Leben vor. Die Aufnahmeprüfung an der Pädagogischen Schule, die er auf den Wunsch seiner Mutter besuchen soll, besteht er nicht. Seinem Vater schreibt er das Gegenteil, um ihm eine Freude zu machen und weil er es mit der Wahrheit nicht immer genau nimmt. Mit seiner Mutter geht er auch nicht gerade liebevoll um, so dass sie ihn als kalt, gefühllos und sadistisch bezeichnet und deshalb manchmal weinen muss. 
Nun sucht Iwan eine Arbeitsstelle, um die Zeit zu überbrücken, bis er zur Armee eingezogen wird, doch erst seine Mutter findet für ihn eine Stellung als Boten bei einer Zeitschrift. Beinah hätte auch dieses nicht geklappt, da er bei der Bewerbung seinen Lebenslauf mit offensichtlich erfundenen Geschichten verfälscht. Nach einer Entschuldigung und dem richtigen Ausfüllen des Scheins, bekommt er die Stellung als Bote in der Redaktion. Der Chefredakteur weist ihn, in der Gegenwart der Redaktionssekretärin, in seine Aufgaben ein und er erhält auch sofort einen dringenden Auftrag. Er hat ein Manuskript zur Bearbeitung an Professor Kusnezow zu bringen, der ein Experte für Pädagogik für die Zeitschrift ist. Doch Iwan wird unterwegs durch seinen Freund Basin aufgehalten, so dass er erst mit zwei Stunden Verspätung beim Professor eintrifft, dessen gleichaltrige Tochter ihm die Tür öffnet. Natürlich legt er das Mädchen mit einer erfundenen Geschichte herein, bis er sein wahres Anliegen äußert und zum Professor geführt wird. Der will ihn nach einer Ermahnung sofort wieder wegschicken, jedoch bittet Iwan um eine Scheibe Brot und eine Tasse Tee, da er Hunger hat. In der Küche macht er dem Mädchen die ersten Komplimente und erzählt anschließend eine erfundene Geschichte, wie er in der Schule einst eine Lehrerin verführte. Nachdem das Mädchen sagt, dass sie im ersten Semester studiert, erwidert er, die Aufnahmeprüfungen zum Studium auch mit Auszeichnung bestanden zu haben, jedoch bevorzugt er es, erst einmal Erfahrungen zu sammeln, bis er zur Armee geht.
Am nächsten Tag muss Iwan erneut zu Kusnezow, um das Manuskript wieder abzuholen, denn es muss in die Setzerei. Diesmal öffnet Frau Kusnezowa die Tür und lädt Iwan ein, am Mittagsessen mit der Familie teilzunehmen. Hier erfährt er, dass die Tochter Katja heißt und der Professor stellt ihn seiner Mutter als einen Vertreter der modernen Jugend vor, der eine Mischung aus Nihilismus und Frechheit darstellt. Nach mehreren Vorwürfen über die heutige Jugend fragt er Iwan, nach welchen Prinzipien er in der Gesellschaft leben will. Seine Antwort ist einfach: Er möchte ein gutes Gehalt, ein Auto, eine Wohnung im Zentrum Moskaus, eine Datsche und dazu möglichst wenig arbeiten. Der Professor macht ihm klar, dass man das alles aber nur durch harte Arbeit erreichen kann, was Iwan als düster gezeichnetes Bild bezeichnet, weshalb er in solch einem Fall lieber zu Fuß gehen würde. Er wirft aber ein, mit einer Heirat würde man auch all die Vorzüge des schönen Lebens erreichen können und meint damit im Speziellen Katja, die er verführen könnte. Nun reicht es dem Professor und er wirft ihn aus der Wohnung. Katja reicht Iwan noch das Manuskript in den Hausflur, sagt ihm wie toll sie seine Vorstellung fand und lässt sich seine Telefonnummer geben. Am Abend telefonieren beide miteinander und verabreden sich zu einem Treffen am nächsten Tag. 
Mit dem Vorschlag Iwans, sich doch erst einmal zu küssen, beginnt das Treffen, was aber von Katja abgelehnt wird. Nach einem Spaziergang durch eine Sandwüste in der Nähe Moskaus landen beide in einer Diskothek und nehmen am Tisch seiner Freunde Platz, was ihr aber auch nicht zusagt. Nach Katjas Telefonat mit ihrer Freundin, gehen sie zu deren Geburtstagsfeier, wo die dort anwesenden Jugendlichen alle aus reichen Elternhäusern kommen, mit denen sie angeben und womit sie wiederum Iwan aus der Reserve locken. Als er gefragt wird, was er studiert oder arbeitet antwortet er, dass er fünf Jahre in einem Lager inhaftiert war und mit diesem Eintrag in seinen Akten keine vernünftige Anstellung bekommt. Zum Beweis, dass es im Lager keinen richtigen Alkohol gab, trinkt er zwei Flaschen französisches Parfüm, wovon ihm schlecht wird und weshalb er dann allein nach Hause geht, obwohl Katja ihn begleiten will. Seine Mutter bringt ihn ins Bett, wobei er natürlich auch wieder viel Unsinn erzählt. 
An einem der nächsten Tage wird Katja von Iwan zu Hause besucht und beide albern singend und spielend am Klavier herum, als plötzlich ihr Vater im Zimmer steht. Als Iwan gehen will, ruft er ihn in sein Zimmer, um mit ihm zu reden. Hier macht er ihm klar, dass er dessen Gesellschaft für Katja nicht passend findet und bittet ihn, die Beziehung zu ihr abzubrechen. Iwan macht ihm klar, dass das nicht mehr möglich ist, da sie ein Kind bekommen und heiraten wollen. Unter diesem neuen Gesichtspunkt will ihn Kusnezow nun nicht mehr aus der Wohnung werfen und Iwan fragt ihn bei der Verabschiedung nur noch, ob er Papa zu ihm sagen darf.
Einen Tag später holt Iwan Katja von der Universität ab, um sich bei ihr zu entschuldigen. Obwohl Katja sehr böse auf ihn ist, für das was er ihr angetan hat, braucht er sich nicht bei ihr zu entschuldigen, denn so wie ihr Vater mit ihr geschimpft hat, fiel ihr nichts Besseres ein, als die Schwangerschaft zu bestätigen. Nun verlangt sie von Iwan, dass er ihr umgehend ein Kind macht, obwohl sie sich bisher noch nicht einmal geküsst haben. Beide hatten in der Vergangenheit noch keine intimen Beziehungen zum anderen Geschlecht, jedoch ist Katja der Meinung, dass ein Mann Ahnung davon haben muss. Viel Zeit haben sie nicht, denn um 14:00 Uhr beginnen wieder ihre Vorlesungen, doch sie finden keinen Ort, der ihnen zusagt.
Am Abend will sich Iwan im feinen Anzug bei den Kusnezows entschuldigen und wird von ihnen zu einer gerade stattfindenden Feier eingeladen, bei der noch andere Gäste anwesend sind, denen er vom Professor als lustigster Freund seiner Tochter vorgestellt wird. Während des Gesprächs ziehen die älteren Gäste über die eigenen Kinder und die Jugend generell her, deren Verhalten sie nicht verstehen und billigen. Iwan wirft ein, dass die jungen Leute sich doch nur austoben wollen und dann sicher so werden, wie die Eltern. Als er antworten soll, wie er sich das weitere Leben vorstellt, antwortet Katja, die dem Gesprächsverlauf entsetzt zuhört, wovon sie träumt. Sie will schön sein, um den Männern zu gefallen und einen schönen Sportwagen, mit einem Kassettenrekorder und einem Schoßhund auf dem Rücksitz, fahren. Danach rennt sie völlig aufgelöst in einen naheliegenden Park, da sie die Situation in der Wohnung nicht mehr aushält. Hier findet Iwan sie, legt ihr seinen Mantel um die Schultern und setzt sich wortlos daneben. Katja bittet ihn nun endgültig, sie nicht mehr zu besuchen oder anzurufen und wird dann von ihrem Vater nach Hause geholt, da die anderen Gäste bereits gegangen sind.

## Produktion
Der in Farbe gedrehte Film hatte im Juni 1987 unter dem Titel Курьер in der Sowjetunion Premiere und erreichte dort etwa 32 Millionen Zuschauer.
In der DDR wurde er erstmals am 6. Mai 1988 anlässlich der Woche der Deutsch-Sowjetischen Freundschaft im Berliner Kino International aufgeführt. Im Fernsehen der DDR wurde der Film am 4. März 1990 im 2. Programm gesendet.

## Kritik
In der Tageszeitung Neue Zeit meinte Helmut Ullrich, dass die Geschichte das ungeschönte Lebensgefühl der heutigen jungen Generation wiedergibt, welches mit dem Unverständnis der älteren Generation konfrontiert wird. Die genauen Milieubeobachtungen bieten eine Zustandsschilderung, die nachdenklich machen soll.
Das Lexikon des internationalen Films bezeichnete den Film als ein, mit viel Liebe, gezeichnetes Bild eines sympathischen jungen Menschen auf dem Weg in die Welt der Erwachsenen.

## Auszeichnungen
- 1987: 15. Internationales Filmfestival Moskau: Spezialpreis[4]